# Myotis mystacinus
El murciélago bigotudo (Myotis mystacinus) es una especie de murciélago microquiróptero de la familia Vespertilionidae. Es un pequeño murciélago europeo con pelaje largo. Aunque es poco común, este murciélago habita en zonas cercanas a los sitios donde viven los humanos y cerca del agua; es similar al murciélago de Brandt (Myotis brandtii), el cual pasó a considerarse como una especie independiente en 1970. La fórmula dentaria de M. mysticinus es {\displaystyle {\frac {2.1.3.3}{3.1.3.3}}}.
El análisis de las características morfológicas, de su comportamiento y genéticas han encontrado más especies de murciélagos bigotudos en el género Myotis. De Myotis mystacinus, Myotis brandtii y Myotis ikonnikovi se separó una nueva especie, Myotis alcathoe, en 2001. M. alcathoe es el más pequeño entre los murciélagos bigotudos de Europa y utiliza las frecuencias en sus llamadas de ecolocalización más altas de todas las especies europeas pertenecientes a su género. Prefiere cazar en valles pequeños con árboles de hoja caduca cercanos a cursos de agua. Los antiguos registros de Grecia y Hungría indican una distribución importante en el sudeste de Europa.

## Ecolocación
Las frecuencias utilizadas por M. mystacinus para la ecolocación varían entre 34-102 kHz, llegando al pico de energía en 53 kHz y con una duración promedio de 3.0 ms.